# Liste der Naturdenkmale in Klipphausen
Die Liste der Naturdenkmale in Klipphausen nennt die Naturdenkmale in Klipphausen im sächsischen Landkreis Meißen.

## Definition
„Naturdenkmäler sind rechtsverbindlich festgesetzte Einzelschöpfungen der Natur oder entsprechende Flächen bis zu fünf Hektar, deren besonderer Schutz erforderlich ist
1. aus wissenschaftlichen, naturgeschichtlichen oder landeskundlichen Gründen oder
2. wegen ihrer Seltenheit, Eigenart oder Schönheit.“

„§ 18 – Naturdenkmäler – (zu § 28 BNatSchG)
(1) Die Erklärung nach § 22 Abs. 1 BNatSchG von Teilen von Natur und Landschaft als Naturdenkmal erfolgt durch Rechtsverordnung oder Einzelanordnung.
(2) Über § 28 Abs. 1 BNatSchG hinaus können Naturdenkmäler zur Sicherung von Lebensgemeinschaften oder Lebensstätten von im Bestand gefährdeten oder streng geschützten Arten festgesetzt werden.“

## Liste
Diese Auflistung unterscheidet zwischen Flächennaturdenkmalen (FND) mit einer Fläche bis zu 5 ha (bei Verordnung nach DDR-Recht auch mehr) und Einzel-Naturdenkmalen (ND).
Link zu einem Kartenansichtstool, um Koordinaten zu setzen.
| Bild                          | Bezeichnung                                                        | Lage                                                      | Beschreibung                                | Datum | Nummer  |
| ----------------------------- | ------------------------------------------------------------------ | --------------------------------------------------------- | ------------------------------------------- | ----- | ------- |
| BW                            | Sommerlinde am Bauerngut in Kleinschönberg                         | Kleinschönberg (51° 5′ 6,2″ N, 13° 33′ 45,4″ O)           |                                             |       | MEI 001 |
| BW                            | Sommerlinde an der Zimmermannmühle im Saubachtal                   | Klipphausen (51° 4′ 39,6″ N, 13° 32′ 0,6″ O)              |                                             |       | MEI 002 |
| mehr Fotos \| Fotos hochladen | Stieleiche in Burkhardswalde                                       | Burkhardswalde (51° 4′ 30,3″ N, 13° 25′ 36,2″ O)          |                                             |       | MEI 005 |
| mehr Fotos \| Fotos hochladen | „Brüderlinden“ bei Tanneberg                                       | Tanneberg (51° 3′ 10,6″ N, 13° 23′ 45,7″ O)               |                                             |       | MEI 006 |
| BW                            | Rotbuche bei Tanneberg                                             | Tanneberg (51° 3′ 10,5″ N, 13° 25′ 24,3″ O)               |                                             |       | MEI 007 |
| mehr Fotos \| Fotos hochladen | Zwei Stieleichen am westlichen Ortseingang von Seeligstadt         | Seeligstadt (51° 4′ 47,6″ N, 13° 26′ 34,2″ O)             |                                             |       | MEI 024 |
| mehr Fotos \| Fotos hochladen | „Die Großen Bäume“ südwestlich Klipphausen                         | Klipphausen (51° 4′ 10,7″ N, 13° 30′ 57,6″ O)             |                                             |       | MEI 026 |
| BW                            | Stieleiche am Polenzer Berg                                        | Polenz (51° 7′ 55,3″ N, 13° 27′ 35,1″ O)                  |                                             |       | MEI 034 |
| BW                            | Baumgruppe an der Rehbocklache                                     | Batzdorf (51° 8′ 9,6″ N, 13° 30′ 19″ O)                   |                                             |       | MEI 040 |
| BW                            | Winterlinde im Schlosshof Batzdorf                                 | Batzdorf Schloss Batzdorf (51° 7′ 59″ N, 13° 29′ 50,8″ O) |                                             |       | MEI 042 |
| BW                            | Sommerlinde gegenüber dem Gasthof in Constappel                    | Constappel (51° 6′ 19,6″ N, 13° 33′ 50,8″ O)              |                                             |       | MEI 050 |
| BW                            | Schwarzpappelreihe an der Straße von Schmiedewalde nach Birkenhain | (51° 3′ 47,2″ N, 13° 28′ 18″ O)                           |                                             |       | MEI 051 |
| BW                            | Rotbuche im Gutsgarten in Pegenau                                  | Pegenau (51° 6′ 57,9″ N, 13° 32′ 0,5″ O)                  |                                             |       | MEI 055 |
| BW                            | Tulpenbaum im Gutsgarten in Pegenau                                | Pegenau (51° 6′ 57″ N, 13° 32′ 0,6″ O)                    |                                             |       | MEI 056 |
| BW                            | Sommerlinde am Schloss Rothschönberg                               | Rothschönberg (51° 3′ 56,6″ N, 13° 23′ 30,1″ O)           |                                             |       | MEI 057 |
| BW                            | Rosskastaniengruppe im Gutshof Rothschönberg                       | Rothschönberg (51° 3′ 55,3″ N, 13° 23′ 28,4″ O)           |                                             |       | MEI 059 |
| BW                            | Baumgruppe am Gutseingang in Polenz                                | Polenz (51° 7′ 13,6″ N, 13° 27′ 3,3″ O)                   |                                             |       | MEI 064 |
| BW                            | „Pfarrerstochterlinde“ an der Straße Taubenheim-Schmiedewalde      | (51° 4′ 53,3″ N, 13° 27′ 38,8″ O)                         |                                             |       | MEI 065 |
| BW                            | Garsebacher Pechsteinklippen                                       | Garsebach (51° 7′ 49,6″ N, 13° 26′ 23,1″ O)               | 4,44 ha Fläche.                             |       | MEI 003 |
| BW                            | Schluchtwald Weistropp                                             | Weistropp (51° 5′ 20,6″ N, 13° 35′ 5,6″ O)                | 2,55 ha Fläche.                             |       | MEI 012 |
| Fotos hochladen               | Galgenbergkuppe Oberpolenz                                         | Oberpolenz (51° 7′ 46,9″ N, 13° 27′ 17,4″ O)              | 2,23 ha Fläche.                             |       | MEI 013 |
| BW                            | Edelkastanienhain Miltitz                                          | Miltitz (51° 6′ 18,6″ N, 13° 24′ 19″ O)                   | 1,12 ha Fläche.                             |       | MEI 018 |
| BW                            | Diebeskeller im Triebischtal                                       | Oberpolenz (51° 7′ 46,2″ N, 13° 28′ 0″ O)                 | 4,97 ha Fläche, auch in Meißen-Siebeneichen |       | MEI 029 |